# Padiglioni delle aziende dell'Expo 2015
I padiglioni delle aziende dell'Expo 2015 sono stati gli spazi espositivi all'interno del sito di Expo 2015, dedicati al mondo corporate. Le aziende partecipanti erano considerate partecipanti non ufficiali all'esposizione.
I lotti dedicati alle aziende sono stati principalmente situati in zona Nord-Est, tra i padiglioni nazionali e i cluster Bio-Mediterraneo, Isole e Zone Aride. Una seconda zona più piccola si trovava all'inizio del decumano, in prossimità del Expo Centre. Altri spazi singoli sparsi sono stati dedicati lungo il decumano. Le aziende hanno potuto partecipare con padigioni costruiti in autonomia (Self-built) o in padiglioni comuni appositamente costruiti dall'organizzazione.
Nella seguente tabella sono elencate le aziende che confermarono la propria presenza all'esposizione:
| Area Corporate Nord-Est                            | Area Corporate Nord-Est                                                                             | Area Corporate Nord-Est | Area Corporate Nord-Est | Area Corporate Nord-Est | Area Corporate Nord-Est |
| Azienda                                            | Tema                                                                                                | Immagine                | Lotto                   | Dimensioni [mq]         | Descrizione |
| -------------------------------------------------- | --------------------------------------------------------------------------------------------------- | ----------------------- | ----------------------- | ----------------------- | --- |
| China Vanke                                        | A Venue to Foster Joy and Harmony for the Chinese Un luogo d'incontro, gioia e armonia per i cinesi |                         | NE1                     |                         | Il padiglione rappresentava la coda di un drago le cui scaglie sono piastrelle rosse in gres porcellanato, prodotte dalla ditta italiana Casalgrande Padana. A fine manifestazione ogni singola scaglia del drago è stata messa all'asta; il base d'asta è fissato in 500 euro a piastrella. Il ricavato è stato utilizzato per scopi benefici. |
| New Holland Agriculture                            | Respect the land and grow the future Rispettare la terra per coltivare il futuro                    |                         | NE2                     | 1.638                   | |
| The Coca-Cola Company Soft Drinks Official Partner | |                         | NE3                     | 959                     | A fine manifestazione il padiglione è stato donato alla città di Milano e potrà essere utilizzato come palestra a coperta. |
| Corporate Partners                                 | |                         | NE4                     | 1.639                   | |
| Alitalia ed Etihad Airlines Carrier Global Partner | |                         | NE5                     | 1.159                   | |
| China Corporate United                             | Seeds of China Semi di Cina                                                                         |                         | NE6                     | 1.269                   | |
| USA Food Truck Nation                              | |                         | NE7                     | 1.159                   | |
| JooMoo                                             | |                         | NE8                     |                         | |
| Corporate Partners                                 | |                         | NE9                     | 1.949                   | |
| Cibus - Federalimentare                            | Cibus è Italia                                                                                      |                         | NE10                    | 1.390                   | Il lotto si trovava alle spalle del padiglione del Giappone. Il padiglione era composto da due piani con una terrazza per incontri ed eventi, ed è stato realizzato con il contributo del Ministero delle politiche agricole alimentari e forestali. La facciata era composta da teloni che sono stati decorati, lungo la durata della manifestazione, da tredici artisti di strada provenienti da tutto il mondo.                                                     |
| Expo Operations                                    | |                         | NE11                    |                         | |
| World Association of Agronomists (WAA) - Conaf     | |                         | NE12                    |                         | |
| Area Corporate Expo Centre                         | |                         |                         |                         | |
| Intesa Sanpaolo                                    | |                         | N1                      | 522                     | |
| OVS                                                | |                         | N2                      | 522                     | Il padiglione OVS intersecava il padiglione Excelsior Milano. Entrambi fungevano da negozi ufficiali per la vendita di magliette e gadget dentro l'area Expo. Progettati dallo studio Zito+Pedron Architetti sono stati inaugurati il 27 maggio 2015. Il padiglione è stato rivestito da pannelli in alluminio spazzolato. |
| Excelsior Milano                                   | |                         | N3                      | 522                     | Il padiglione Excelsior Milano, disegnato da Zito+Pedron Architetti è rivestito da pannelli in acciaio corten acidato. |
| Unilever-Algida                                    | |                         | N4                      | 522                     | |
| Padiglioni Corporate sparsi                        | |                         |                         |                         | |
| Enel                                               | |                         | B1                      | 900                     | Il lotto si trovava a fianco del padiglione coreano. All'interno venne presentata la smart grid che gestisce l'energia all'interno del sito Expo. |
| Lindt-Eurochocolate                                | |                         | C2                      |                         | il lotto est di cluster di cacao, nei pressi del canale |
| Intesa Sanpaolo                                    | |                         | F1                      |                         | Il lotto si trovava nel lato nord del sito, tra il cluster delle spezie e il padiglione polacco. |
| Ferrero-Kinder+Sport                               | |                         | -                       |                         | Il lotto si trovava ad est del padiglione Kazakhstan, e ad ovest della Edificio di Servizio F2 |
| KIP International School                           | Territori attraenti per un mondo sostenibile                                                        |                         | S1                      | 2.717                   | |
| Caritas                                            | |                         | S2                      | 887                     | |
| Veneranda Fabbrica del Duomo di Milano             | La Madonnina del Duomo                                                                              |                         | S3                      | 1.175                   | Una grande scalinata che portava ad una riproduzione del tetto del Duomo di Milano con al culmine una riproduzione 1:1 della celebre statua della Madonna presente sulla guglia principale della Cattedrale della città di Milano. Alle sue spalle un padiglione caratterizzato da una cascata d'acqua al cui interno una mostra illustrava l'attività della Fabbrica e le fasi di realizzazione della Madonnina. Il padiglione è stato progettato dallo Studio Mosae. |
| Franciacorta                                       | |                         | S25                     | 584                     | |
| Birra Moretti                                      | |                         | S39                     | 522                     | |
| Mc Donald's                                        | |                         | S42                     | 1.159                   | |
| Save the Children                                  | |                         | N8                      | 747                     | |
| Technogym                                          | |                         | N12                     | 1.521                   | |
| Perugina-ChocoStore                                | |                         | N17                     | 1.147                   | |
| Corriere della Sera                                | |                         | N20                     | 747                     | |
| Don Bosco Network                                  | |                         | N36                     | 747                     | |
| Slow food                                          | |                         | -                       |                         | Si trattava di n.3 moduli simil-cascine realizzati alla base della Collina Mediterranea su progetto di Herzog & de Meuron |